# 朝里岳
朝里岳（あさりだけ）は、北海道札幌市南区定山渓・小樽市・赤井川村の境界が交わったところにある山。標高1280.6メートル。近隣の余市岳・白井岳と合わせて「余市三山」と称される。
大正時代から山スキーが行われており、札幌国際スキー場からのリフトが山の北肩まで延びている。

## 名称について
山名は、朝里川の水源にあたることに由来する。「朝里」とはアイヌ語のマサル（砂浜沿いの草原）がなまったものとされる。
また、1863年（文久3年）の『西蝦夷日誌』に収録された異説では、アツウシナイ（楡皮多き沢）がなまったものと解釈している。

## 地形と地質
山体は玄武岩から造られており、緩傾斜の円錐形をしている。北に向けては朝里峠の近くまで緩斜面が広く残っているが、大規模な地すべりによる地形の削剥が進んでいる。
北西に張り出している支尾根の末端には岩塔や岩稜が点在しており、ロッククライマーによって「大統領岩」や「グレポン岩」などの名がつけられている。
南側には、長さが南北に2キロメートルほど、幅は1キロメートル以下の山頂緩斜面が広がっており、火山原面であると考えられている。地形図から推定される溶岩の厚さは約60メートルで、山全体の高さからすると、それほど厚くはない。
余市岳まで続くこの広大な山頂緩斜面は、飛行場の異名で知られており、ここで吹雪に見舞われて方向を見失う遭難事例が多発している。
飛行場の東側は、噴出した溶岩と、基盤となる中新世の安山岩・流紋岩との境界にあたり、急な崖となっている。また飛行場の南端には、標高1300メートル前後の円錐形の高まりが2つある。